# 君とつながる恋フラグ
『君とつながる恋フラグ』（きみとつながるこいフラグ）は、みらーじゅそふとより2018年5月25日に発売された18禁美少女アドベンチャーゲーム。すたじお緑茶のスタッフが立ち上げたメーカーみらーじゅそふとの処女作であったが、これが最初で最後の一本となった。

## ストーリー
ある日、主人公の小早川侑斗のもとへ自称付喪神の少女が現れ、成り行きで“縁”を結ぶと離れられなくなる。

## 登場人物
小早川侑斗（こばやかわ ゆうと）
身長：170cmちょっと 体重：50kg後半
本作の主人公。一人で過ごすことが多く、困っている人がいると助ける。
桔梗（ききょう）
声 - 上原あおい
身長：158cm　3サイズ：87/55/85
縁結びの神社の「榛月神社」に身を寄せる付喪神の少女。
天野 美咲（あまの みさき）
声 - そよかぜみらい
身長：161cm　3サイズ：90/57/88　誕生日：3月21日
幼なじみで近所にある神社の娘で最近は主人公と疎遠にはなっているが、かつては仲が良かった。
小早川 悠香（こばやわか はるか）
声 - 桃山いおん
身長：150cmほど　3サイズ：74/50/75　誕生日：3月28日
主人公と同学年の義妹。
福原 汐織（ふくはら しおり）
声 - 鈴谷まや
身長：140cm後半　3サイズ：72/49/73　誕生日：10月5日
東京からの転校生で普段は無口で無表情。

## スタッフ
- キャラクターデザイン・原画 - るちえ、kakao、かれい（SD原画）
- シナリオ - スコ缶
- 音楽 = i.o.sound、山田屋カズ